# Wolves de Los Angeles
Maillots
Les Wolves de Los Angeles est un ancien club de football basé à Los Angeles. 
Fondé par l'entrepreneur Jack Kent Cooke en 1966, il remporte l'année suivante le United Soccer Association (en), puis intègre en 1968, la 1re saison de la ligue nord-américaine de football (zone pacifique) où il termine 3e sur 4 de son groupe. Le club est dissous à la fin de la saison.
Un partenariat avait été signé entre les Wolves de Los Angeles et le club anglais des Wolverhampton Wanderers.

## Joueurs
| - Mike Bailey (en) (1967) - Jorge Benitez (en) (1968) 11 matchs, 6 buts - David Burnside (en) (1967) 12 matchs, 1 but - Danny Campbell (en) (1968) 32 matchs, 1 but - Derek Dougan (1967) 11 matchs, 3 buts - Alun Evans (en) (1967) - Graham Hawkins (en) (1967) - Ernie Hunt (en) (1967) 10 matchs, 4 buts - Anthony Knapp (1968) 30 matchs, 1 but - Peter Knowles (en) (1967) 12 matchs, 3 buts - Carlos Metidieri (en) (1968) 32 matchs, 16 buts - Phil Parkes (en) (1967) 7 matchs - Gerald Taylor (en) (1967) - Bobby Thomson (en) (1967) 12 matchs, 3 buts - Ray Veall (en) (1968) 31 matchs, 4 buts - David Wagstaffe (en) (1967) 10 matchs - Les Wilson (en) (1967) - Ray Wood (1968) |